# ترک ویران
ترک ویران نام روستایی از توابع دهستان هولاسو، شهرستان شاهین دژ، استان آذربایجان غربی است.